# Arrenurus cardiacus
Arrenurus cardiacus är en kvalsterart som först beskrevs av Marshall 1903.  Arrenurus cardiacus ingår i släktet Arrenurus och familjen Arrenuridae. Inga underarter finns listade i Catalogue of Life.